# Kazba Udajev
Kazba Udajev (arabsko قصبة الأوداية, latinizirano: Qasbat al-Awdāya; berberski jeziki: ⵇⵙⴱⴰ ⵏ ⵉⵡⴷⴰⵢⵏ, romanizirano Qasbat 'n Ivdajn), črkovano tudi Kazba Oudaias ali Oudayas, je kazba (citadela) v Rabatu v Maroku. Stoji na hribu ob izlivu reke Bou Regreg nasproti Saléja in ob četrti Medina v Rabatu. Skupaj z drugimi kraji v Rabatu je uvrščena na Unescov seznam svetovne dediščine.

## Ime
Kazba je dobila ime po plemenu Udaja. To ime je postalo povezano s kazbo šele v 19. stoletju, potem ko je bilo pleme trajno izgnano iz Fesa. Del plemena se je naselil v takrat prej nenaseljeni kazbi. Uporaba al-Vidaja (arabsko الوداية) namesto al-Avdāja je postala priljubljena v Maroku.

## Zgodovina
V 10. stoletju so Omajadi iz Cordobe ali njihovi zavezniki Zenata Berberi v regiji ustanovili ribat ali utrjen samostan/postojanko na tem območju, da bi se branili pred Berberi Bargavata, ki so na jugu ustanovili državo haridžitov.ref name=":0">Parker, Richard (1981). A practical guide to Islamic Monuments in Morocco. Charlottesville, VA: The Baraka Press. str. 75–85.</ref> Ta ribat je bil najverjetneje na istem mestu kot sedanja kazba Udajev, vendar njegove lokacije zgodovinarji niso potrdili. Eden zadnjih almoravidskih emirjev Tašfin ibn Ali (vladal 1143-45) je zgradil nov ribat na mestu sedanje kazbe med svojimi prizadevanji, da bi odvrnil Almohadski kalifat, vendar so Almohadi premagali Almoravide in uničili ribat.
Leta 1150 ali 1151 je almohadski kalif Abd al-Mumin zgradil novo kazbo (citadelo) na mestu nekdanjega ribata, znotraj katerega je vključil palačo in mošejo. Dal je tudi izkopati podzemni kanal za preusmeritev vodnega vira na območje, kar je omogočilo prihodnjo poselitev in urbanizacijo. Poznejši kalif Jakub al-Mansur (vladal 1184–1199) se je lotil velikega projekta izgradnje nove utrjene kraljeve prestolnice, imenovane al-Mahdija ali Ribat al-Fath, na mestu, kjer je zdaj medina (staro mesto) Rabat, z novim obzidjem, ki se razprostira na velikem območju onkraj stare kazbe. Ta projekt je vključeval tudi gradnjo ogromne mošeje (ostanki katere vključujejo Hasanov stolp) in novih velikih vrat, vključno z Bab er-Rouah, glavnimi vrati v zahodnem mestnem obzidju in tem, kar se zdaj imenuje Bab Udaja ali Bab al-Kbir, vrati Kazbe. Po smrti Abu Jusufa Jakuba leta 1199 sta mošeja in prestol ostala nedokončana, njegovim naslednikom pa je primanjkovalo sredstev ali volje, da bi ju dokončali. Sama kazba je postala v bistvu opuščena. Medtem je mesto Salé na drugi strani reke postajalo vse pomembnejše in se je razvilo med marinidsko dobo.
Leta 1609 je Filip III. Španski odredil izgon vseh Moriskov (ljudi muslimanskega ali mavrskega porekla) iz Španije. Približno 2000 teh beguncev, prvotno iz mesta Hornachos blizu Badajoza v Španiji, se je naselilo okoli Saléja in zasedlo kazbo ter privabilo med 5000 in 14.000 drugih Moriskov, da se jim pridružijo. Ustanovili so svojo lastno avtonomno republiko, imenovano Republika Salé (ali Republika Bou Regreg), ki je služila kot oporišče korzarjem: piratom, znanim tudi kot Salé potepuhi, ki so lovili trgovske ladje okoli obal Zahodne Evrope in na splošno prodajali posadke v suženjstvo.
V tem času (začetek 17. stoletja) so zgradili široko ploščad na severovzhodnem robu kazbe s pogledom na reko, ki je bila uporabljena za semaforsko signalizacijo. V 18. stoletju so ji kasneje prizidali skladiščni objekt, ki se danes uporablja kot šola in izdelovalnica preprog. Pod ploščadjo, na severu, je bila skala, obmorska utrdba in topniška ploščad, medtem ko je bil le 25 metrov navzgor od nje, na vzhodu, 'Stolp korzarjev', prav tako dodan v 18. stoletju. To je bil okrogel stolp z odprtinami za 4 topove, usmerjene proti reki. Stolp se je dvigal le 3 metre nad vodo in je bil skrit očem za skalo, kar je omogočilo njegovim topom, da so presenetili zasledujoče sovražne ladje. Republika Salé je ostala zunaj nadzora centralne vlade do leta 1666, ko je alavijski sultan Mulaj Rašid prevzel oblast in pod svojo oblast postavil korzarje.
Jugozahodni del današnje kazbe je bil dodan v obdobju alavitov, zlasti v 18. stoletju. Vključuje palačo ali kraljevi paviljon, ki ga je zgradil sultan Mulaj Ismail (vladal 1672–1727) ob koncu 17. stoletja in danes služi kot muzej. Mulaj Ismail je bil odgovoren tudi za naselitev dela Udajev (ali Oudayas), plemena guič ('vojaško' pleme, ki je služilo v sultanovi vojski), v kazbo, da bi služil kot protiutež drugim neobvladljivim plemenom v regiji. Vendar se je ime Udaja začelo povezovati s kazbo šele v 19. stoletju, po alavitski sultan Abd ar-Rahman za vedno izgnal pleme iz regije Fes, njihove preostale člane pa je naselil v kazbi.
Leta 1914 se je pod francoskim protektoratom začela obnova kazbe Udajev. Delo je vodil Maurice Tranchant s pomočjo lokalnih obrtniških mojstrov, vključno s Hadjem Drissom Tourouguyjem. Kazba je bila skupaj z drugimi zgodovinskimi kraji v Rabatu dodana na Unescov poskusni seznam svetovne dediščine 20. julija 2006 v kategoriji kulture. Leta 2012 je dobila status svetovne dediščine.

## Glavne strukture in spomeniki
Zgornji ali severni del kazbe, nad muzejem, izvira večinoma iz ustanovitve/rekonstrukcije v obdobju Almohadov pod kalifom Jakub al-Mansurjem v 12. stoletju, medtem ko spodnji deli izvirajo iz 18. stoletja v obdobju Alavitov. Severni del kazbe je osredotočen na Ulico mošeje (Rue Džama), ki poteka med vrati Bab Oudaia in semaforsko ploščadjo ter poteka mimo Stare mošeje kazbe. Južni del v veliki meri zavzemajo Andaluzijski vrtovi, muzej Oudajas ter bližnja kavarna in terasa, znana kot Café Maure.

### Velika vrata Kasbe (Bab Oudaja)
Monumentalna vrata kazbe, ki so zgoraj in gledajo na Rabat spodaj, veljajo za ena najlepših vrat almohadske in maroške arhitekture. Imenuje se Bab Oudaja ('Vrata Udajev') ali Bab al-Kbir ('Velika vrata'). Zgradil jih je almohadski kalif Jakub al-Mansur med letoma 1195 in 1199, vstavljena v zgodnejše obzidje kazbe, ki ga je zgradil Abd al-Mumin okoli leta 1150. Ima zunanjo fasado (obrnjena proti jugovzhodu proti mestu) in notranjo fasado (obrnjena proti severovzhodu na ulico mošeje), obe sta bogato okrašeni. Ogromna vrata so bila večinoma obredna in so imela malo obrambne vrednosti, saj so bila že znotraj mestnega obzidja; za razliko od Bab er-Rouah, okrašenih zahodnih vrat v mestnem obzidju Rabata, zgrajenih približno v istem času, niso bila obdana s pravimi obrambnimi stolpi.
Izrezljano okrasje okoli vhoda v podkvasti lok predstavlja ukrivljen pas prepletajočih se geometrijskih oblik (natančneje, vzorec, znan kot dardž va ktaf, ki ga pogosto vidimo v maroški arhitekturi), postavljen znotraj pravokotnega okvirja, ki ga obroblja friz s koranskim napisom v kufski arabski pisavi. V vogalih med tem ukrivljenim pasom in napisom so izrezljani arabeski ali cvetlični vzorci s palmeto ali školjko pokrovače na sredini, nad tem pa je še en izrezljan friz palmet. Na obeh vogalih podkvastega loka (na dnu ukrivljenega pasu geometrijskih rezbarij) so kačaste 'S' podobne oblike, ki verjetno predstavljajo jegulje, ki so zelo redek motiv v almohadski ali maroški arhitekturi. Zunanja fasada notranjih vrat, obrnjena proti kazbi, ima izrezljan okras, ki je zelo podoben tistemu na zunanjih vratih, vendar z manjšimi razlikami v izbiri geometrijskih oblik. V notranjosti imajo vrata tri komore, ki tvorijo upognjen prehod.

### Stara mošeja (mošeja Kazba)
Najstarejša sedanja stavba na mestu kazbe je njena glavna mošeja, Džama' al-'Atiqa (Stara mošeja). Izvira iz leta 1150, ko jo je zgradil Abd al-Mumin, v 18. stoletju, med vladavino sultana Mohameda ben Abdalaha, pa jo je v veliki meri obnovil angleški korzar, znan kot Ahmed el-Inglizi. Minaret je iz te poznejše obnove.
Mošeja meri približno 26,5 × 25 metrov, vendar je njen obris delno nepravilen zaradi sprememb skozi stoletja. Njena zunanjost je večinoma iz kamna, medtem ko so oboki v notranjosti izdelani iz opeke. Tako kot mnoge srednjeveške zahodne islamske mošeje njena kibla (smer molitve) ni poravnana s pravo smerjo Meke, ampak je obrnjena večinoma proti jugu, po starejšem izročilu, ki temelji na hadisu. V mošejo je mogoče vstopiti skozi štiri podkvasto obokana vrata. V notranjosti je pravokotno dvorišče (sahn), ki ga na treh straneh obdajajo galerije, na jugu/jugovzhodu pa molilnica. Razporeditev molitvene dvorane sledi tipičnemu 'T'-načrtu srednjeveških maroških mošej: razdeljena je z vrstami lokov na sedem ladij, ki potekajo pravokotno na steno kible, od katerih je osrednja širša od ostalih in poravnana z mihrabom (niša, ki simbolizira smer molitve). Stene in oboki v notranjosti mošeje so pobarvani belo, spodnje stene pa so okrašene z maroškimi ploščicami, medtem ko so zgornje stene in loki okrašeni z izrezljano štukaturo. Mihrab je najbolj bogato okrašen element, ki spet vsebuje okrašene vzorce v izrezljani štukaturi. Ta dekoracija pa je novejšega datuma.
Ena nenavadna značilnost postavitve mošeje je dejstvo, da je minaret stal ločen od ostalega dela mošeje in za kiblo (jugovzhodno) steno in je bil z mošejo povezan šele leta 1940. Minaret je iz kamna in ima štirikoten stolp, ki na eno stran meri približno 4,55 metra. Je skromno okrašen s slepimi loki na pročeljih.

### Muzej Oudaja (paviljon Mulaja Ismaila)
Južni del kazbe vključuje nekdanji paviljon ali rezidenco palače, ki jo je zgradil sultan Mulaj Ismail (vladal 1672–1727) ob koncu 17. stoletja. Stavba je osredotočena na glavno dvorišče in jo na zunanji strani odlikuje stolp. Nekaj časa je palača služila tudi kot medresa. Leta 1915, med francoskim protektoratom nad Marokom, je bila stavba spremenjena v muzej na pobudo Prosperja Ricarda, direktorja Service des Arts Indigènes pod Lyauteyem. Postal je etnografski muzej z zbirko, ki je bila prvotno sestavljena iz donacij samega Prosperja Ricarda, Alfreda Bela in Jeana Besancenota. Zbirka muzeja se je razširila na nakit, glasbila, keramiko, Korane in rokopise (nekateri stari že v 12. stoletju), kostume, svilo in preproge iz različnih delov države. Leta 2006 je po obnovi postal Nacionalni muzej nakita, posvečen zgodovini maroškega nakita, skupaj z nekaterimi drugimi predmeti. Leta 2014 je bil muzej zaradi dolgoročne prenove zaprt s strani Nacionalne fundacije muzejev.
- Stolp paviljona Mulaja Ismaila (Muzej Oudaja)
- Glavno dvorišče stanovanjskega paviljona Mulaja Ismaila, ki je zdaj del muzeja
- Ena od sob ali predprostorov z dekoracijo, vključno s ploščicami zellij
- Prostor v nekdanjem hamamu (kopališču) stanovanjskega paviljona

### Andaluzijski vrt
Andaluzijski vrt poleg muzeja je bil ustvarjen med letoma 1915 in 1918, v času francoskega protektorata v Maroku, pod Mauriceom Tranchantom De Lunelom. To je formalni vrt, ki ga navdihujejo mavrski vrtovi Al Andaluza (Andaluzija) in vsebuje različna drevesa in rastline, kot so bugenvilije in citrusi. Obiskujejo ga turisti in domačini.
- Andaluzijski vrtovi kazbe, ki gledajo proti paviljonu Mulaja Ismaila
- Obzidje in eden od stolpov, ki obkrožajo vrtove
- Pogled na andaluzijske vrtove okoli leta 1920

## Trenutno stanje
Danes Kazba ostaja priljubljena brezplačna turistična atrakcija v Rabatu, ki ponuja slikovit razgled na obalo Rabata, reko Bou Regreg, sosednji Salé in Atlantski ocean. Večinoma je naseljena kot stanovanjska soseska, znana po izrazitih modro-belih zidovih. Nenaseljeno mesto ob kazbi se uporablja kot eno od koncertnih prizorišč za letni glasbeni festival Mavazine v Rabatu.